# Oriflamme
Oriflamme (latin: aurea flamma) var det hellige banner for klostret Saint-Denis ved Paris. Banneret var rødt eller orange-rødt og blev båret på en lanse. Senere blev oriflamme kongen af Frankrigs fane og blev båret foran kongens tropper, når de gik i gik i krig.
I Rolandskvadet fra 1000-tallet nævnes oriflamme som et kongeligt banner. Ifølge legenden fik Karl den Store den af paven, men de historiske kilder kan ikke bekræfte det. Da Odo af Paris, der blev konge i 888, var abbed i Saint-Martin blev banneret for kirken for Martin af Tours det tidligste militære banner for det franske monarki. Først under Ludvig 6. af Frankrig (1108–1137) blev oriflamme det kongelige krigsbanner. Efter Hundredårskrigen blev det tilsyneladende ikke længere brugt.

## Ekstern henvisning
- Oriflamme i The Catholic Encyclopedia, 1911